# Gaia-elmélet

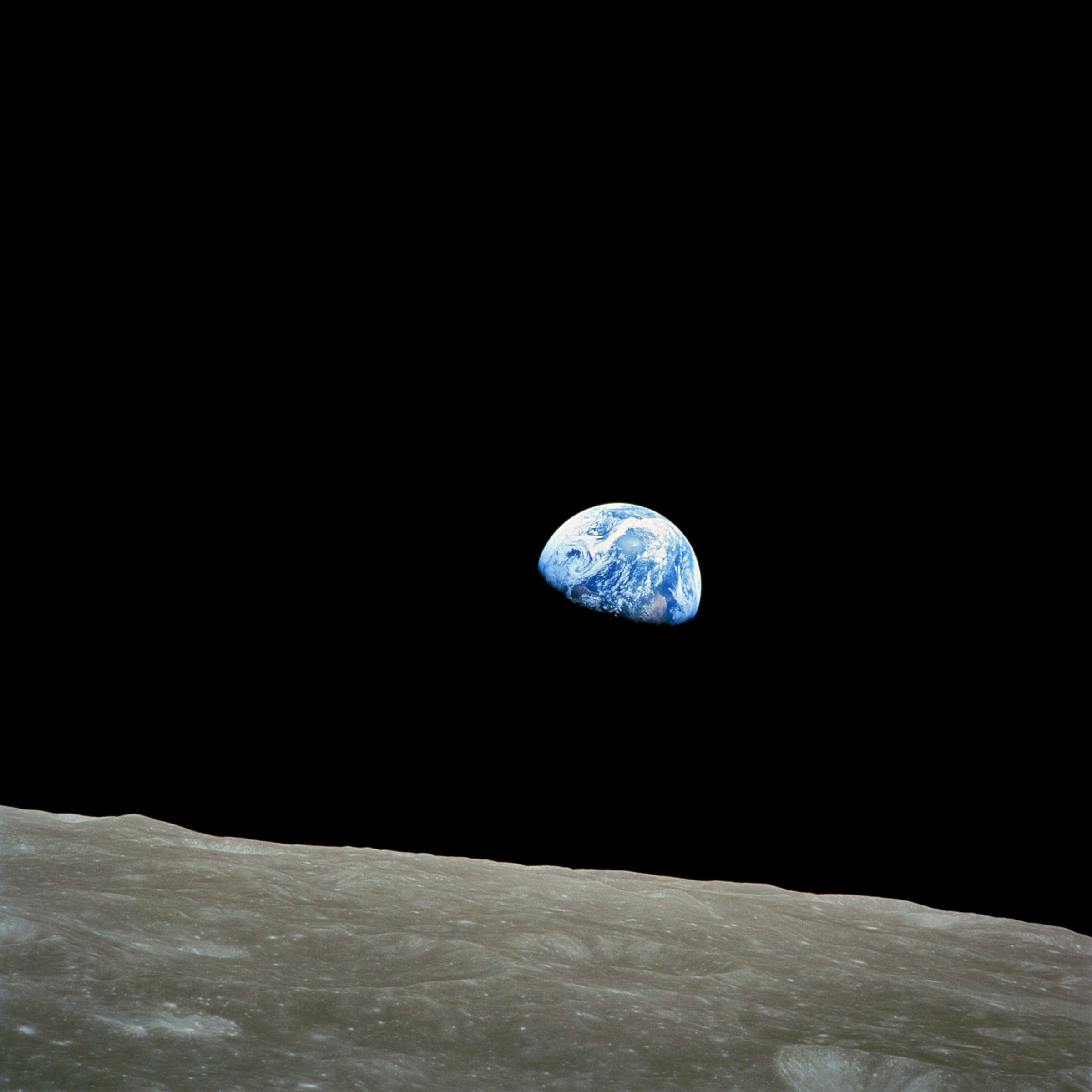
Földkelte

A Gaia-elmélet (Gaia-hipotézis, Gaia-teória) szerint a Föld összes élő és élettelen része szorosan összefüggő, homeosztatikus rendszert alkot, azaz tág határok közt képes fenntartani létezésének feltételeit (nagy a pufferkapacitása). Azt kívánja tisztázni, hogyan befolyásolja a bioszféra, azon belül az élővilág evolúciója az éghajlatot, az óceánok sókoncentrációját, a légkör oxigéntartalmát és egyéb, a Föld lakhatóságát befolyásoló környezeti változókat.
A Gaia-elméletet James Lovelock fogalmazta meg és Lynn Margulis dolgozta ki az 1970-es években. Az elméletet kezdetben kritikával illették, mivel teleologikusnak és a természetes szelekció elveinek ellentmondónak tűnt. Az elmélet későbbi finomításai olyan újabb tudományterületeket alapoztak meg, mint a biogeokémia, a rendszerökológia és a geofiziológia.

## Előzmények
Hosszú múltra tekint vissza az az elképzelés, hogy a Föld egy egységes és élő „lény”. A görög mitológiában Gaia volt a Föld istennője, ő volt az anyatermészet, más néven az anyaföld. James Lovelocknak William Golding javasolta, hogy róla nevezze el elméletét.
A 18. században, amikor a geológia tudománya kialakult, James Hutton azt állította, hogy a geológiai és biológiai folyamatok kapcsolódnak egymáshoz. Az élőlények, az éghajlat és a földkéreg együttes fejlődését a naturalista és felfedező Alexander von Humboldt ismerte fel. A 20. században Vlagyimir Vernadszkij ukrán geokémikus fogalmazott meg a Föld fejlődéséről egy olyan elméletet, ami az ökológia egyik alapjává vált. Az elsők között ismerte fel, hogy a légköri oxigén, nitrogén és szén-dioxid zömmel biológiai folyamatok terméke. Az 1920-as években amellett érvelt, hogy az élőlények ugyanúgy képesek átalakítani a bolygót, mint az élettelen földtani erők. Kijelentéseit nyugaton szkeptikusan fogadták, akárcsak később a Gaia-hipotézist.
A 20. század fordulóján Aldo Leopold, aki a modern környezeti etikák úttörője és a vadon megőrzésére alakult mozgalmak képviselője volt, biocentrikus-holisztikus föld-etikájában javasolta az élő-Föld elképzelést.
A Gaia-elmélet és a környezeti mozgalmak egy másik forrása az űrverseny egyik mellékterméke volt. Az 1960-as években az első űrhajósok saját szemükkel láthatták, hogyan néz ki az egész Föld. Az 1968-as Apollo-8 küldetés egyik híres fényképfelvétele, a Földkelte a globális ökológiai mozgalom egyik korai szimbólumává vált.

## Az elmélet
James Lovelock az élőlények közössége által befolyásolt, önszabályozó Föld gondolatával 1965-ben kezdett foglalkozni, amikor a NASA megbízásából a marsi élet lehetőségét tanulmányozta. Elméletét az 1970-es években folyóiratcikkekben adta közre, majd 1979-ben közérthető módon írt népszerűsítő könyvében (Gaia: A new look at life on Earth) fejtette ki.
Az elmélet az élő és nem élő összetevők kényes és egymásra ható, ideális életfeltételekre törekvő egységét mutatja be. Lovelock definíciója szerint a Gaia a Föld bioszféráját, atmoszféráját, vizeit és földjeit magába foglaló komplex egység; olyan kibernetikai rendszer, amely kialakítja, illetve fenntartja a földi élethez szükséges optimális fizikai és kémiai környezetet.
Elméletének illusztrálására egy olyan, Daisyworld című számítógépes szimulációt tervezett, amelyben egy sötét és egy világos százszorszép hoz létre egyensúlyi rendszert. Előbbi jól tűri a hideget és elnyeli a napfényt, utóbbi melegtűrő és visszaveri a sugarakat az űrbe. Hideg környezetben a meleget begyűjtő sötét virág hódít tért és melegíti környezetét, melegben viszont a világos szaporodik el, és hűti a környezetet. Mindaddig, amíg ez a két organizmus egyensúlyban él, környezetük mindkettejük számára ideális marad, de ha bármelyikük eltűnik, már kisebb változások is elpusztítják a teljes szervezetet (a Földet, illetve Gaiát).

## Fordítás
- Ez a szócikk részben vagy egészben  a   Gaia hypothesis című angol Wikipédia-szócikk ezen változatának fordításán alapul.  Az eredeti cikk szerkesztőit annak laptörténete sorolja fel. Ez a jelzés csupán a megfogalmazás eredetét és a szerzői jogokat jelzi, nem szolgál a cikkben szereplő információk forrásmegjelöléseként.